# Benson Medal
La Benson medal est une médaille décernée par la Royal Society of Literature au Royaume-Uni depuis 1916.

## Histoire
La Benson medal est fondée en 1916 par Arthur Christopher Benson, membre de la Royal Society of Literature, pour honorer ceux et celles qui produisent "des œuvres méritoires en poésie, fiction, histoire et belles-lettres. La médaille récompense des écrivains et parfois des personnes qui ont rendu un service remarquable à la littérature.
La médaille est décernée à intervalles irréguliers pour l'ensemble d'une carrière. Parmi les lauréats se trouvent : Anita Desai, Maureen Duffy, E. M. Forster, Christopher Fry, John Gawsworth, Nadine Gordimer, Philip Larkin, R. K. Narayan, George Santayana, Wole Soyinka, Lytton Strachey et J. R. R. Tolkien.

## Listes des lauréats
| Année | Premier lauréat            | Deuxième lauréat         | Troisième lauréat     |
| ----- | -------------------------- | ------------------------ | --------------------- |
| 1917  | Gabriele d'Annunzio        | Benito Pérez Galdós      | Maurice Barrès        |
| 1923  | Lytton Strachey            |                          |                       |
| 1925  | Gordon Bottomley (en)      | George Santayana         |                       |
| 1926  | Percy Lubbock (en)         | Robert Wilson Lynd       | Harold Nicolson       |
| 1927  | Frederick Simpson (en)     | Helen Waddell (en)       |                       |
| 1930  | Edmund Blunden (en)        |                          |                       |
| 1931  | Stella Benson              | Siegfried Sassoon        |                       |
| 1934  | Edith Sitwell              |                          |                       |
| 1938  | E. M. Forster              | G. M. Young (en)         |                       |
| 1939  | F. L. Lucas (en)           | Andrew Young (en)        |                       |
| 1940  | Christopher Hassall (en)   | John Gawsworth           |                       |
| 1941  | Christopher La Farge (en)  |                          |                       |
| 1952  | Frederick S. Boas (en)     |                          |                       |
| 1966  | J. R. R. Tolkien           | Rebecca West             | E. V. Rieu (en)       |
| 1969  | Cecil Woodham-Smith        |                          |                       |
| 1975  | Philip Larkin              |                          |                       |
| 1979  | R. K. Narayan              |                          |                       |
| 1981  | Sacheverell Sitwell        | Odysseas Elytis          |                       |
| 1982  | A. L. Rowse (en)           |                          |                       |
| 1989  | Anthony Burgess            | Nadine Gordimer          |                       |
| 1990  | Wole Soyinka               |                          |                       |
| 1993  | Julien Green               |                          |                       |
| 1996  | Shusaku Endo               |                          |                       |
| 2000  | Christopher Fry            |                          |                       |
| 2003  | Anita Desai                | David Sutton (en)        |                       |
| 2004  | Maureen Duffy              | James Parker             |                       |
| 2005  | Edward Upward (en)         |                          |                       |
| 2006  | Ronald Blythe (en)         | Joan Winterkorn          |                       |
| 2007  | Nadine Gordimer            |                          |                       |
| 2008  | John Saumarez Smith        | Douglas Matthews         |                       |
| 2009  | Mark Le Fanu               | Kay Dunbar               |                       |
| 2010  | Al Alvarez                 |                          |                       |
| 2011  | Diana Athill               | Francis King (en)        |                       |
| 2012  | David Pease                | Jenny Uglow (en)         |                       |
| 2013  | Wm. Roger Louis (en)       |                          |                       |
| 2014  | Deirdre Le Faye            | Valentina Polukhina (en) |                       |
| 2015  | Nancy Sladek               |                          |                       |
| 2016  | Christopher MacLehose (en) |                          |                       |
| 2017  | Margaret Busby             | Carmen Callil            | Mary-Kay Wilmers (en) |
| 2018  | Liz Calder (en)            |                          |                       |
| 2019  | Susheila Nasta (en)        |                          |                       |
| 2020  | Boyd Tonkin (en)           |                          |                       |
| 2021  | Alastair Niven (en)        |                          |                       |
| 2022  | Sandra Agard (en)          |                          |                       |
| 2024  | SuAndi (en)                |                          |                       |
| 2025  | Richard Ovenden (en)       |                          |                       |